# بخش کروکستون، شهرستان پولک، مینه سوتا
بخش کروکستون (به انگلیسی: Crookston Township) یک منطقهٔ مسکونی در ایالات متحده آمریکا است که در شهرستان پولک، مینه‌سوتا واقع شده‌است.
 بخش کروکستون ۹۷٫۴ کیلومتر مربع مساحت و ۵۵۴ نفر جمعیت دارد و ۲۸۲ متر بالاتر از سطح دریا واقع شده‌است.